# Coast Mountains
Die Coast Mountains (dt. „Küstengebirge“) sind ein Gebirgszug in Kanada, der zu den Pazifischen Küstengebirgen Nordamerikas gehört. Sie erstrecken sich überwiegend entlang der kanadischen Pazifikküste vom Alaska Panhandle im Norden bis zur Kaskadenkette im Süden – der Fraser River, der längste Fluss British Columbias, bildet die südliche Begrenzung.

## Geographie
Die Coast Mountains sind ein etwa 85 Millionen Jahre alter Gebirgszug. Sie entstanden aus flachen Granithügeln, die durch die Plattentektonik aufgefaltet wurden. Magma drang zwischen die Platten und bewegte sie nordwärts. Durch Risse gelang Magma bis an die Erdoberfläche und bildete Vulkane. In wenigen Millionen Jahren wurden die Küstenhügel zu Bergen umgewandelt. Die dichtbewaldete und von zahlreichen Fjorden unterbrochene Bergkette ist über 1600 km lang und durchschnittlich 200 km breit. Höchste Erhebung ist der Mount Waddington mit 4019 m. Das den Silverthrone Mountain umgebende Ha-Iltzuk-Eisfeld ist das größte Eisfeld der Coast Mountains.
Das Küstengebirge bildet einen Teil der Reihe zusammenhängender Gebirgsketten am nordamerikanischen Pazifik. Diese Gebirgszüge reichen von der Alaskakette über die Eliaskette, der Kaskadenkette und der Sierra Nevada bis zu den Peninsular Ranges in Niederkalifornien (Mexiko).
Von Süden erstreckt sich der Kaskaden-Vulkanbogen bis in die Coast Mountains. Dieser ist Teil des Pazifischen Feuerrings, auch wenn sich hier zurzeit keine aktiven Vulkane finden. Zu den inaktiven Vulkanen des „Cascade Volcanic Arc“ gehören unter anderem der Mount Cayley (2377 m), der Mount Garibaldi (2678 m) oder der Mount Edziza (2793 m).

## Bedeutende Berge
| - Mount Waddington (4019 m) - Mount Tiedemann (3838 m) - Monarch Mountain (3555 m) - Mount Queen Bess (3298 m) - Mount Good Hope (3242 m) - Razorback Mountain (3183 m) | - Monmouth Mountain (3182 m) - Mount Ratz (3090 m) - Kates Needle (3053 m) - Talchako Mountain (3037 m) - Scud Peak (2987 m) - Skihist Mountain (2968 m) | - Wedge Mountain (2892 m) - Mount Silverthrone (2860 m) - Otter Mountain (2692 m) - Mount Garibaldi (2678 m) - Mount Dresden (2656 m) - Kwatna Peak (2290 m) |

## Weitere Unterteilung

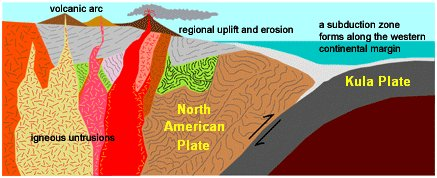
Plattentektonische Situation 70 mya. Am westlichen Kontinentalrand wird die Kula-Platte unter die Nordamerikanische Platte geschoben (subduziert).

Die Coast Mountains wird üblicherweise in mehrere Bergketten untergliedert:
- Die Boundary Ranges erstrecken sich entlang der Grenze zwischen British Columbia und Alaska vom Chilkoot Pass zur Mündung des Nass River,
- die Kitimat Ranges zwischen dem Nass River und dem Ort Bella Coola,
- die Pacific Ranges zwischen Bella Coola und dem Lower Mainland unter anderem mit den
  - Chilcotin Ranges vom Klinaklini River bis zur Mündung des Bridge River in den Fraser River,
  - Lillooet Ranges zwischen dem Harrison-Lillooet-Becken und dem Fraser River.

## Namensgebung der Berge
Die Namensgebung vieler Berge geht auf R. P. Bishop zurück, der einige von ihnen im Rahmen von Landvermessungsexpeditionen als Erster bestieg. Er begründete eine Tradition, Gipfel gruppenweise nach bestimmten Themenfeldern zu benennen. Z. B. wurden 1924 zwei in der Seeschlacht bei Coronel untergegangene Schiffe die Namenspaten des Mount Good Hope und des Mount Monmouth. Der Alpine Club of Canada führte diese Tradition fort, und so erhielten eine Reihe weiterer Gipfel der Region Namen aus dieser Seeschlacht; 1957 wurden auch seinerzeit beteiligte deutsche Schiffe gewürdigt: Mount Scharnhorst, Mount Dresden und Mount Leipzig.